# 富山県不動産鑑定士協会
一般社団法人富山県不動産鑑定士協会（とやまけんふどうさんかんていしきょうかい 英称 Toyama Association of Real Estate Appraisers）は、一般社団法人及び一般財団法人に関する法律第22条に基づいて設立された一般社団法人。前身は社団法人日本不動産鑑定協会（2012年4月1日付で公益社団法人日本不動産鑑定士協会連合会に移行。）の富山県部会である。富山県内の不動産鑑定士は、富山県不動産鑑定士協会を通じて日本不動産鑑定協会に備え付けられた不動産鑑定士名簿に登録することが義務づけられており、富山県の不動産鑑定士を会員とする組織である。

## 本部所在地
- 〒930-0029 富山県富山市本町3-25 富山本町ビル7階

## 業務内容
- 不動産鑑定士会員の業務技能向上のための研修会・講習会事業等の実施
- 日本不動産鑑定協会との連携事業
- 富山県との路線価に関する連携事業
- 不動産鑑定に関する助言・相談
- 富山県内各市町村との路線価に関する連携事業